# SK 블라즈마
SK 블라즈마(Sporta klubs "Blāzma")는 레제크네를 연고로 하는 라트비아의 축구 클럽이다. 현재는 비르스리가에 참가하고 있다.